# Paragripopteryx munoai
Paragripopteryx munoai is een steenvlieg uit de familie Gripopterygidae. De wetenschappelijke naam van de soort is voor het eerst geldig gepubliceerd in 1969 door Benedetto.